# Boucle de Wilson
En théorie de jauge, une boucle de Wilson (nommée d'après Kenneth G. Wilson) est une observable invariante de jauge obtenue à partir de l'holonomie de la connexion de jauge autour d'une boucle donnée. Dans les théories classiques, l'ensemble de toutes les boucles de Wilson contient assez d'information pour reconstruire la connexion de jauge, à une transformation de jauge près.
En théorie quantique des champs, la définition des observables de boucle de Wilson en tant qu'opérateurs bona fide de l'espace de Fock (en fait, le théorème de Haag affirme que l'espace de Fock n'existe pas pour les théories des champs quantiques interagissants) est un problème mathématique délicat et nécessite une régularisation, habituellement en équipant chaque boucle avec un encadrement. L'action des opérateurs de boucle de Wilson s'interprète comme une excitation élémentaire du champ quantique qui est localisée sur la boucle. De cette façon, Les tubes de flux de Faraday deviennent des excitations élémentaires du champ quantique électromagnétique.
Les boucles de Wilson ont été introduites dans les années 1970 dans une tentative de formulation non perturbative de la chromodynamique quantique (QCD), ou tout du moins en tant qu'ensemble de variables utiles pour gérer le régime d'interaction forte de la QCD. Le problème du confinement, pour lequel les boucles de Wilson ont été inventées reste non résolu à ce jour.
Le fait que les théories quantiques des champs à jauges fortement couplées aient des excitations élémentaires non perturbatives qui sont des boucles a motivé Alexander Polyakov à formuler la première théorie des cordes, qui décrit la propagation d'une boucle quantique élémentaire dans l'espace.
Les boucles de Wilson ont joué un rôle important dans la formulation de la gravité quantique à boucles, mais elles ont été remplacées par les réseaux de spin dans celle-ci, une forme de généralisation des boucles de Wilson.
En physique des particules et en théorie des cordes, les boucles de Wilson sont souvent appelées lignes de Wilson, en particulier dans le cas de boucles de Wilson autour d'une boucle non contractible d'une variété différentielle compacte.

## Une équation
La variable de ligne de Wilson {\displaystyle W_{C}} (ou mieux, variable de boucle de Wilson, puisque l'on a toujours affaire à des lignes fermées) est une quantité définie par la trace d'une exponentielle ordonnée des chemins d'un champ de jauge {\displaystyle A_{\mu }} transporté le long d'une ligne close C :
{\displaystyle W_{C}:=\mathrm {Tr} \,(\,{\mathcal {P}}\exp i\oint _{C}A_{\mu }dx^{\mu }\,)\,.}
Ici {\displaystyle C} est une courbe fermée de l'espace, {\displaystyle {\mathcal {P}}} est un opérateur d'ordonnancement des chemins. Sous une transformation de jauge
{\displaystyle {\mathcal {P}}e^{i\oint _{C}A_{\mu }dx^{\mu }}\to g(x){\mathcal {P}}e^{i\oint _{C}A_{\mu }dx^{\mu }}g^{-1}(x)\,},
où {\displaystyle x\,} correspond au point de départ (et de fin) de la boucle (seulement le point initial et final de la boucle contribuent, alors que les transformations de jauges intermédiaires s'annulent mutuellement). Pour les jauges SU(2), par exemple, {\displaystyle g^{\pm 1}(x)\equiv \exp\{\pm i\alpha ^{j}(x){\frac {\sigma ^{j}}{2}}\}}; {\displaystyle \alpha ^{j}(x)} est une fonction réelle arbitraire de {\displaystyle x\,}, et {\displaystyle \sigma ^{j}} sont les trois matrices de Pauli ; selon la convention d'Einstein, la somme sur les indices répétés est implicite.
L'invariance de la trace sous permutations cycliques garantit que {\displaystyle W_{C}} est invariant sous les transformations de jauges. Il faut noter que la quantité sur laquelle on effectue la trace est un élément du groupe de Lie de la jauge et la trace est réellement le caractère de cet élément par rapport à l'une de l'infinité des représentations irréductibles, ce qui implique que les opérateurs {\displaystyle A_{\mu }\,dx^{\mu }} n'ont pas besoin d'être restreints à la « classe de trace » (qui a un spectre purement discret), mais peuvent généralement être hermitiens comme habituellement. C'est précisément parce que l'on regarde finalement la trace que le point initial choisi n'a pas d'importance : pour tout point choisi comme initial on obtient nécessairement la même valeur.
En fait, si A est vu en tant que connexion sur un fibré principal G, l'équation précédente doit être lue comme le transport parallèle de l'identité autour de la boucle qui aurait donné un élément du groupe de Lie de G.
Il faut noter que l'exponentielle des chemins ordonnés est une notation compacte pratique usuelle en physique qui cache un certain nombre d'opérations. Un mathématicien formulerait l'exponentielle des chemins orientés comme « l'holonomie de la connexion » et la caractériserait par l'équation différentielle de transport parallèle qu'elle satisfait.